# Andrés Carrillo
Andrés Carrillo Ayala (16 agosto 1980) è uno schermidore cubano.

## Palmarès
In carriera ha conseguito i seguenti risultati:
- Giochi Panamericani:

Santo Domingo 2003: oro nella spada a squadre.
Rio de Janeiro 2007: oro nella spada a squadre ed argento individuale.
ha partecipato alle olimpiadi di Atene 2004 arrivando numero 14